# Myiopharus nigra
Myiopharus nigra là một loài ruồi trong họ Tachinidae.